# کوک‌سو
کوک‌سو (به قزاقی: Koksu) یک منطقهٔ مسکونی در قزاقستان است که در استان آلماتی واقع شده‌است.